# Anaplectoides viridior
Anaplectoides viridior är en fjärilsart som beskrevs av Arnold Spuler 1905. Anaplectoides viridior ingår i släktet Anaplectoides och familjen nattflyn. Inga underarter finns listade i Catalogue of Life.